# 凤冠雉科
凤冠雉科（学名：Cracidae）是鸡形目的一科，现存2个亚科11属。分布于中、南美洲的森林地区，一般群居。多数种类拥有冠羽，故名。

## 下属物种

### 凤冠雉亚科（Cracinae）
- 夜冠雉属（Nothocrax）
- 盔嘴雉属（Mitu）
- 盔凤冠雉属（Pauxi）
- 凤冠雉属（Crax）

### 冠雉亚科（Penelopinae）
- 稚冠雉属（Ortalis）
- 冠雉属（Penelope）
- 鸣冠雉属（Pipile）
- 肉垂冠雉属（Aburria）
- 镰翅冠雉属（Chamaepetes）
- 山冠雉属（Penelopina）
- 角冠雉属（Oreophasis）